# Rumania en los Juegos Olímpicos de Sankt Moritz 1928
Rumanía estuvo representada en los Juegos Olímpicos de Sankt Moritz 1928 por un total de 10 deportistas que compitieron en bobsleigh.  
El equipo olímpico rumano no obtuvo ninguna medalla en estos Juegos.